# ТВ Партизан
ТВ Партизан српска је телевизијска станица, чији је власник кошаркашки клуб Партизан. 
ТВ станица је доступна на кабловској, сателитској телевизији и путем IPTV-а. Програм се емитује у Босни и Херцеговини, Црној Гори и Србији на кабловској платформи Телеком Србије.